# Joseph Jiquel Lanoë
Joseph Jiquel Lanoë, né le 3 octobre 1875 à Vannes et mort le 15 février 1948 à Papeete, est un acteur de cinéma et de théâtre franco-américain. 

## Biographie
Joseph Jiquel Lanoë, de son vrai nom Mathurin Joseph Marie Jiquel, naît à Vannes le 3 octobre 1875 de Jean Julien Jiquel et Jeanne-Marie Lanoë.
Il se forme à la Comédie-Française et émigre aux États-Unis au début des années 1900, alors âgé de 25 ans, en tant que peintre et acteur de théâtre.
Il tourne une centaine de films muets à Hollywood entre 1910 et 1925.
Il revient en France pour s'engager pendant la Première Guerre mondiale, avant d'obtenir la nationalité américaine en 1923.
D. W. Griffith lui donne un rôle d'eunuque dans Judith de Bethulie, alors que Joseph est ouvertement homosexuel, chose rare à l'époque et ce qui explique peut-être son manque de notoriété. Son compagnon était l'acteur Harry Hyde et il était un ami proche de Granville Redmond, avec qui il peignait souvent.
Il est « redécouvert » par Olivier Calonnec, directeur de Cinécran, dans les archives cinématographiques et mis à l’honneur lors d’un ciné-concert à Vannes le 14 mars 2024.

## Filmographie
- 1910 : Winning back his love : ?
- 1911 : Through Darkened Vales : ?
- 1911 : Fate's Turning : l'avocat

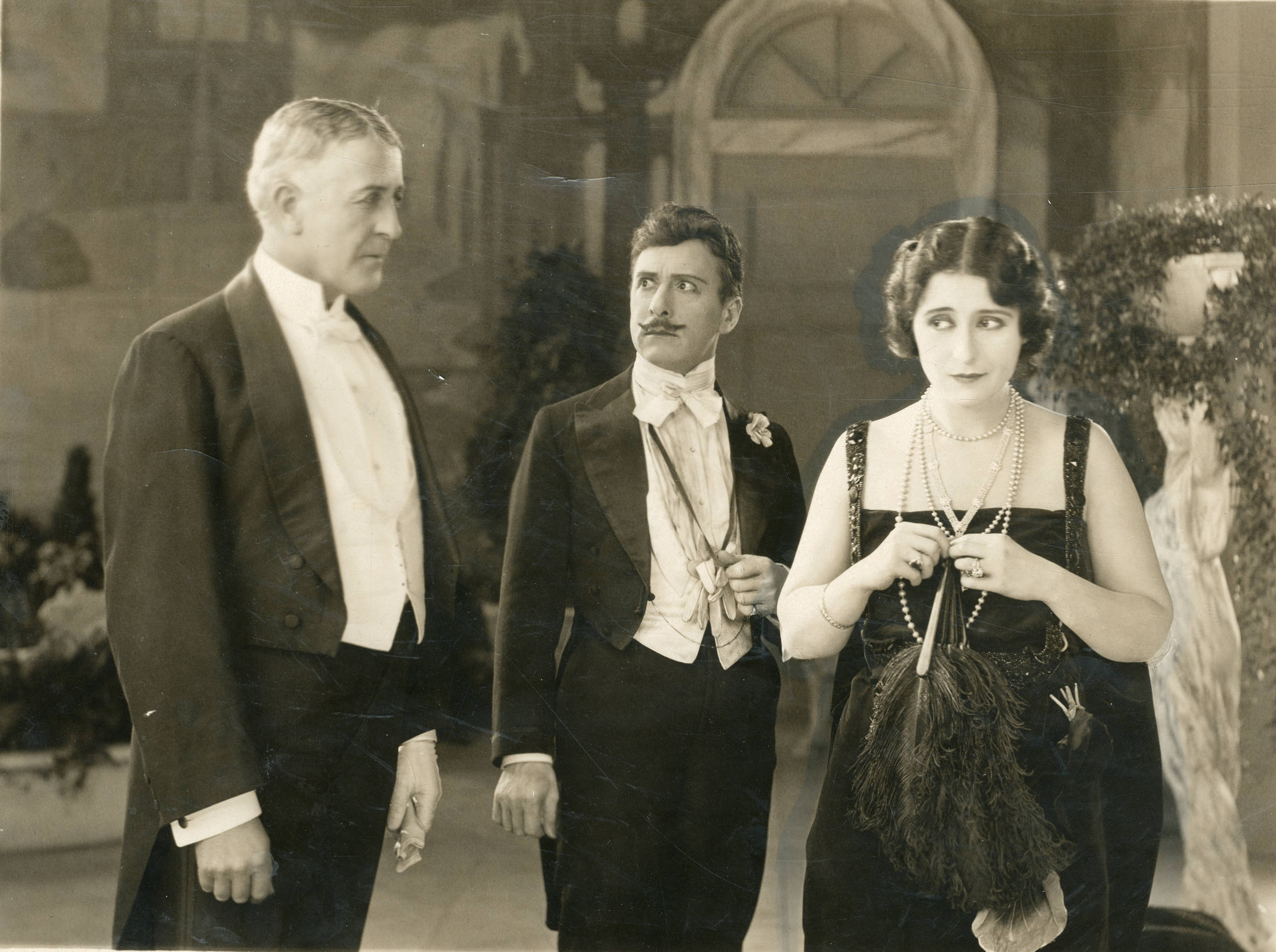
Scène de The forbiden woman (1920). Joseph Jiquel Lanoë est au centre.

- 1911 : Her Awakening : un docteur témoin de l'accident
- 1911 : The Battle de D. W. Griffith : dirigeant syndical
- 1912 : My Hero : un colon
- 1912 : The Transformation of Mike : dans le bar
- 1912 : The Old Bookkeeper : dans le bureau
- 1912 : The God Within : dans l'autre ville
- 1912 : The Inner Circle :  le riche italien
- 1912 : The Punishment : le père
- 1912 : The Spirit Awakened : Jacque Lenor
- 1912 : The Lesser Evil de D. W. Griffith : un contrebandier
- 1912 : The Root of Evil : le secrétaire
- 1912 : A Beast at Bay : à la gare
- 1912 : A Dash Through the Clouds : un citoyen
- 1912 : The Eternal Mother de D. W. Griffith : un ami
- 1912 : A Sailor's Heart : sur la véranda
- 1912 : With the Enemy's Help : assesseur
- 1912 : Just Like a Woman : courtier
- 1912 : The Narrow Road de D. W. Griffith : un prisonnier
- 1912 : The Massacre de D. W. Griffith : dans le train
- 1912 : A Feud in the Kentucky Hills : membre du clan
- 1912 : A Voice from the Deep  de Mack Sennett : sur la plage
- 1912 : For His Son de D. W. Griffith : à la fontaine de soda
- 1912 : An Outcast Among Outcasts : dirigeant de l'usine
- 1912 : The Burglar's Dilemma de D. W. Griffith : souhaite bon anniversaire
- 1913 : Madonna of the Storm : membre du club
- 1913 : The Yaqui Cur : dans la tribu
- 1913 : Three Friends de D. W. Griffith : dans la première usine
- 1913 : The Sorrowful Shore : sur le rivage
- 1913 : The Mistake : un indien
- 1913 : The Unwelcome Guest de D. W. Griffith : le docteur
- 1913 : Le Marathon de la mort de D. W. Griffith : un homme au Club
- 1913 : Almost a Wild Man : dans l'assistance
- 1913 : The Lady and the Mouse : dans la réception
- 1913 : The Mothering Heart de D. W. Griffith : client du bar
- 1913 : Pirate Gold de Wilfred Lucas : le soupirant
- 1913 : Oil and Water : dans la deuxième audience
- 1913 : Love in an Apartment Hotel : dans l'entrée de l'hôtel
- 1913 : Red Hicks Defies the World : dans la foule
- 1913 : The Mothering Heart : client du club
- 1913 : The Hero of Little Italy : au bal
- 1914 : Brute Force de D. W. Griffith : dans le club (prologue) et membre de la tribu (dans l'ancien temps)
- 1914 : Judith de Béthulie de D. W. Griffith : l'eunuque
- 1915 : La Ville éternelle : Charles Minghelli
- 1920 : The Tiger's Coat : ?
- 1920 : A Splendid Hazard de Arthur Rosson
- 1920 : The Forbidden Woman (en) : ?
- 1921 : The Kiss de Jack Conway : Carlos
- 1921 : The Magnificent Brute : ?
- 1922 : The Altar Stairs de Lambert Hillyer : Capitaine Jean Malet
- 1923 : Les Femmes libres (Prodigal Daughters) de Sam Wood : Juda Botanya